# Puchar Polski (województwo wielkopolskie) w piłce nożnej mężczyzn (2023/2024)
W sezonie 2023/2024 Puchar Polski na szczeblu regionalnym w województwie wielkopolskim składał się z 5 rund, w których wzięło udział 28 zespołów: 5 drużyn z III ligi, 18 zespołów z IV ligi oraz zwycięzcy 5 okręgów (Kalisz, Konin, Leszno, Piła i Poznań). Rozgrywki miały na celu wyłonienie zdobywcy Regionalnego Pucharu Polski w województwie wielkopolskim i uczestnictwo na szczeblu centralnym Pucharu Polski w sezonie 2024/2025.

## Uczestnicy
| III liga                                                                                                | IV liga | V liga | Klasa okręgowa                |
| --- | --- | --- | ----------------------------- |
| - Polonia Środa Wielkopolska - Pogoń Nowe Skalmierzyce - Sokół Kleczew - Unia Swarzędz - Noteć Czarnków | - Nielba Wągrowiec - Mieszko Gniezno - Kotwica Kórnik - Lipno Stęszew - Centra Ostrów Wielkopolski - Victoria Września - Korona Piaski - Huragan Pobiedziska - Obra Kościan - Tarnovia Tarnowo Podgórne - LKS Gołuchów - Polonia 1912 Leszno - Polonia 1908 Marcinki Kępno - Jarota Jarocin - Polonia Chodzież - Pogoń Łobżenica - Wiara Lecha Poznań - Ostrovia 1909 Ostrów Wielkopolski | - Pelikan Grabów nad Prosną – OPP Kalisz - Górnik Konin – OPP Konin - Krobianka Krobia – OPP Leszno - Polonia Jastrowie – OPP Piła | - Polonia Poznań – OPP Poznań |

## 1/16 finału
Pary 1/16 finału, podobnie jak późniejszych faz, zostały rozlosowane 29 listopada 2023 roku, natomiast mecze rozegrano 9, 10 i 13 marca 2024 roku. Górnik Konin, Centra Ostrów Wielkopolski, Unia Swarzędz i Korona Piaski otrzymali wolny los.
| 9 marca 2024 | Polonia 1908 Marcinki Kępno            | 3:8   | Polonia Chodzież |  |
| 12:00        | 20', 90' Karol Ira · 73' Maksym Cymbał | (1:4) | 11' Dmytro Mamro · 18', 34' Adriano · 29' Ibrahim Appiah · 55' Dawid Chmielnicki · 74', 90' Wanderson · 79' Hubert Kubiaczyk |  |

| 9 marca 2024 | Victoria Września                             | 2:0   | Mieszko Gniezno |  |
| 13:00        | 47' Wiktor Strzelczyk · 82' Mikołaj Jankowski | (0:0) |                 |  |

| 9 marca 2024 | Pelikan Grabów nad Prosną | 0:5   | Nielba Wągrowiec                                                                                    |  |
| 13:00        |                           | (0:3) | 2', 13' Mateusz Rozmarynowski · 36' Marcin Kowalczyk · 86' Rafał Leśniewski · 88' Damian Śmigielski |  |

| 9 marca 2024 | Huragan Pobiedziska                       | 2:1   | Polonia 1912 Leszno   |  |
| 14:00        | 49' Marcin Jędrzejczak · 57' Jan Borowiak | (0:1) | 23' Michał Wawrzyniak |  |

| 9 marca 2024 | Polonia Jastrowie | 0:6   | Ostrovia 1909 Ostrów Wielkopolski                                                                     |  |
| 14:00        |                   | (0:1) | 28' Łukasz Budziak · 64' Robert Pikulicki · 67', 82' Mikołaj Marciniak · 72', 89' Dawid Przybyszewski |  |

| 9 marca 2024 | Polonia Poznań         | 1:4   | Obra Kościan                                                                         |  |
| 19:10        | 42' Bartosz Kadrzyński | (1:2) | 9' Piotr Sznabel · 39' Jakub Płotkowiak · 60' Tomasz Marcinkowski · 62' Szymon Słoma |  |

| 10 marca 2024 | Lipno Stęszew       | 1:1 k. 4:5              | Wiara Lecha Poznań  |  |
| 14:00         | 55' Dawid Kaczmarek | (0:0, 1:1, 1:1, k. 4:5) | 59' Mikołaj Hudziak |  |

| 13 marca 2024 | Krobianka Krobia    | 1:2   | Tarnovia Tarnowo Podgórne               |  |
| 15:30         | 68' Dawid Jędryczka | (0:0) | 48' Diego Kowalczyk · 53' Adam Michalak |  |

| 13 marca 2024 | Sokół Kleczew | 0:4   | Polonia Środa Wielkopolska                                           |  |
| 15:30         |               | (0:1) | 11' Emanuel Mikołajczyk · 52', 65' Jędrzej Drame · 90' Dawid Bałdyga |  |

| 13 marca 2024 | Jarota Jarocin       | 1:2   | Pogoń Nowe Skalmierzyce                 |  |
| 15:30         | 25' Dawid Idzikowski | (1:1) | 41' Patryk Palat · 90' Daniel Kaczmarek |  |

| 13 marca 2024 | LKS Gołuchów | 0:3   | Noteć Czarnków                                                   |  |
| 17:00         |              | (0:1) | 32' Wiktor Kacprzak · 78' Szymon Piekarski · 83' Mateusz Walczak |  |

| 13 marca 2024 | Kotwica Kórnik     | 1:1 k. 4:1              | Pogoń Łobżenica               |  |
| 19:00         | 26' Patryk Uliński | (0:0, 1:1, 1:1, k. 4:1) | 82' Rodd Aaron Dabajo Vasquez |  |

## 1/8 finału
Pary 1/8 finału zostały rozlosowane 29 listopada 2023 roku, natomiast mecze rozegrano 3 i 9 kwietnia 2024 roku.
| 3 kwietnia 2024 | Victoria Września     | 1:1 (pd.)               | Obra Kościan      |  |
| 16:00           | 90' Mikołaj Jankowski | (0:1, 1:1, 1:1, k. 5:4) | 22' Patryk Łakomy |  |

| 3 kwietnia 2024 | Tarnovia Tarnowo Podgórne | 0:1   | Polonia Chodzież |  |
| 16:00           |                           | (0:1) | 19' Mikołaj Lis  |  |

| 3 kwietnia 2024 | Centra Ostrów Wielkopolski | 0:2   | Unia Swarzędz                         |  |
| 16:30           |                            | (0:2) | 24' Kamil Dałek · 31' Mateusz Maluśki |  |

| 3 kwietnia 2024 | Korona Piaski                                                | 3:4   | Kotwica Kórnik                 |  |
| 17:00           | 20' Błażej Danielczak · 41' Igor Jurga · 88' Arkadiusz Piech | (2:1) | 14', 48', 90', 90' Abel Abomsa |  |

| 3 kwietnia 2024 | Huragan Pobiedziska | 0:0 (pd.)               | Polonia Środa Wielkopolska |  |
| 19:00           |                     | (0:0, 0:0, 0:0, k. 2:4) |                            |  |

| 3 kwietnia 2024 | Wiara Lecha Poznań | 0:1   | Ostrovia 1909 Ostrów Wielkopolski |  |
| 19:45           |                    | (0:0) | 90' Adam Sobański                 |  |

| 9 kwietnia 2024 | Nielba Wągrowiec | 0:3   | Noteć Czarnków                                        |  |
| 17:15           |                  | (0:2) | 7' Jakub Orwat · 38' Szymon Piekarski · 85' Eryk Kryg |  |

| 9 kwietnia 2024 | Górnik Konin    | 1:4   | Pogoń Nowe Skalmierzyce                                         |  |
| 18:00           | 39' Damian Siek | (1:2) | 20', 53' Sebastian Kamiński · 44' Marcin Lis · 87' Patryk Palat |  |

## 1/4 finału
Pary ćwierćfinałowe zostały rozlosowane 29 listopada 2023 roku, natomiast mecze rozegrano 24 kwietnia 2024 roku.
| 24 kwietnia 2024 | Victoria Września                              | 3:1   | Polonia Chodzież     |  |
| 17:00            | 52' Jakub Groszkowski · 57', 60' Michał Miller | (0:1) | 23' Jakub Zbieralski |  |

| 24 kwietnia 2024 | Pogoń Nowe Skalmierzyce | 0:1   | Unia Swarzędz       |  |
| 17:00            |                         | (0:0) | 80' Łukasz Spławski |  |

| 24 kwietnia 2024 | Polonia Środa Wielkopolska                                      | 3:2   | Noteć Czarnków            |  |
| 18:00            | 7' Klaudiusz Milachowski · 21' Jakub Giełda · 23' Jędrzej Drame | (3:0) | 69', 73' Szymon Piekarski |  |

| 24 kwietnia 2024 | Kotwica Kórnik                                                | 3:1   | Ostrovia 1909 Ostrów Wielkopolski |  |
| 18:00            | 37' Ernest Korek · 68' Patryk Uliński · 75' Dominik Smykowski | (1:0) | 90' Mikołaj Marciniak             |  |

## 1/2 finału
Pary półfinałowe zostały rozlosowane 29 listopada 2023 roku, natomiast mecze rozegrano 8 maja 2024 roku.
| 8 maja 2024 | Victoria Września                                                               | 4:0   | Polonia Środa Wielkopolska |  |
| 17:00       | 12', 70' Maciej Szczublewski · 41' Jakub Groszkowski · 46' Arkadiusz Wolniewicz | (2:0) |                            |  |

| 8 maja 2024 | Kotwica Kórnik   | 1:4   | Unia Swarzędz                                                                            |  |
| 18:00       | 27' Jakub Rasiak | (1:1) | 6' Bartosz Łuczak · 50' Dominik Chromiński · 88' Jan Paczyński · 90' Krzysztof Biegański |  |

## Finał
Mecz finałowy odbył się 5 czerwca 2024 roku. W nim Unia Swarzędz pokonała Victorię Września zdobywając Regionalny Puchar Polski w sezonie 2023/2024 w województwie wielkopolskim i uzyskując prawo do gry na szczeblu centralnym Pucharu Polski w sezonie 2024/2025.
| 5 czerwca 2024 | Victoria Września  | 1:5   | Unia Swarzędz                                                                                |  |
| 17:30          | 28' Igor Sarnowski | (1:2) | 17' Krzysztof Biegański · 37', 74' Bartosz Łuczak · 82' Dominik Chromiński · 90' Filip Soboń |  |